# 김해문화의전당

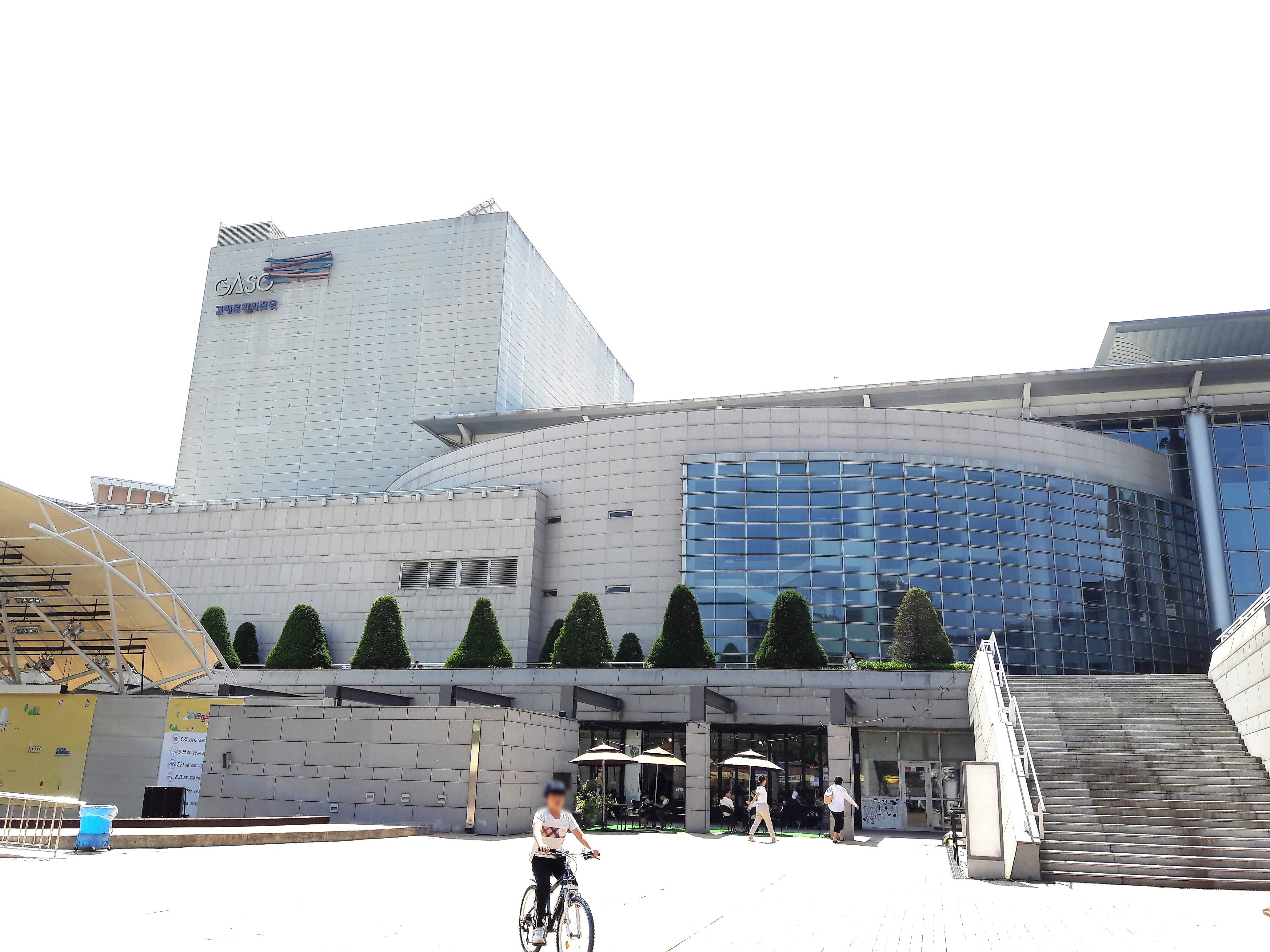

김해문화의전당은 경상남도 김해시 김해대로 2060에 있는 문화 예술 공연장이다.